# Sean Schemmel
Sean Christian Schemmel (nascido em 21 de novembro de 1968) é um dublador e roteirista que já trabalhou para NYAV Post, 4Kids Entertainment, Central Park Media, Funimation, DuArt Film & Video. Emprestou vozes para várias versões em inglês do anime japonês, séries televisivas e jogos eletrônicos. É conhecido por dar voz a versão adulta de Goku, o personagem principal da popular franquia de Dragon Ball, na dublagem da Funimation para Dragon Ball, Dragon Ball Z, Dragon Ball GT, Dragon Ball Z Kai e quase todos os jogos eletrônicos relacionados ao Dragon Ball e filmes animados.

## Biografia
Sean começou a dar voz na versão adolescente/adulta do personagem Goku para Funimation em 1999, substituindo Peter Kelamis, e vem dublando o personagem desde então, incluindo a maioria dos jogos eletrônicos e filmes animados, que incluem os dois últimos em 2014 e 2015. Além de sua carreira de dublador, Sean anteriormente foi também diretor da (ADR) e roteirista para NYAV Post, onde já dirigiu e adaptou para o inglês várias séries de anime japonês.
Em 2013, Sean Schemmel se mudou para Los Angeles, Califórnia.

## Filmografia
- Winx Club - Valtor
- Wulin Warriors - Scar
- Car's Life 2 - Fender
- Chaotic - Maxxor
- DC Super Friends - Hawkman